# 横野村 (群馬県)
横野村（よこのむら）は群馬県の中部、勢多郡に属していた村。

## 地理
- 河川：利根川、諏訪沢川

## 歴史
- 1889年（明治22年）4月1日 - 町村制施行により、周辺10村（三原田村、上三原田村、持柏木村、溝呂木村、見立村、滝沢村、勝保沢村、北上野村、樽村、宮田村）が合併し南勢多郡横野村が成立する。
- 1896年（明治29年）4月1日 - 郡統合（南勢多郡と東群馬郡）により勢多郡に属する。
- 1956年（昭和31年）9月1日 - 敷島村と合併し赤城村となる。

## 行政
歴代村長
| 氏名       | 就任                       | 退任                       | 備考           |
| ---------- | -------------------------- | -------------------------- | -------------- |
| 南雲実平   | 1910年（明治43年）2月17日  | 1912年（大正元年）12月2日  | 辞職           |
| 藤川政十郎 | 1912年（大正元年）12月10日 | 1913年（大正2年）8月2日    | 辞職           |
| 長岡宇平   | 1913年（大正2年）8月9日    | 1915年（大正4年）5月29日   | 辞職           |
| 木暮松三郎 | 1915年（大正4年）6月5日    | 1917年（大正6年）3月24日   | 辞職           |
| 同人       | 1917年（大正6年）4月24日   | 1922年（大正11年）11月16日 | 辞職           |
| 津久井和一 | 1922年（大正11年）11月30日 | 1926年（大正15年）3月16日  | 病気により辞職 |
| 木暮松三郎 | 1926年（大正15年）3月24日  | 1930年（昭和5年）3月23日   |                |
| 角田安平   | 1930年（昭和5年）3月26日   | 1931年（昭和6年）5月4日    | 辞職           |
| 荒井琔作   | 1931年（昭和6年）5月9日    | 1935年（昭和10年）5月8日   |                |
| 角田格七   | 1935年（昭和10年）5月17日  | 1938年（昭和13年）5月28日  | 辞職           |
| 南雲俊郎   | 1938年（昭和13年）7月1日   | 1940年（昭和15年）11月30日 | 辞職           |
| 角田米吉   | 1940年（昭和15年）12月12日 | 1943年（昭和18年）8月4日   | 辞職           |
| 大塚準作   | 1943年（昭和18年）8月27日  | 1944年（昭和19年）6月14日  | 辞職           |
| 南雲芳郎   | 1944年（昭和19年）3月18日  | 1946年（昭和21年）2月25日  | 辞職           |
| 森俊雄     | 1946年（昭和21年）3月18日  | 1947年（昭和22年）3月15日  | 辞職           |
| 同人       | 1947年（昭和22年）4月5日   | 1951年（昭和26年）4月4日   |                |
| 都丸英内   | 1951年（昭和26年）4月24日  | 1956年（昭和31年）8月31日  | 合併           |